# На тълач
„На тълач“ е български игрален филм от 1949 година на режисьора Яким Якимов.

## Актьорски състав
Не е налична информация за актьорския състав.